# George Valentine Nash
George Valentine Nash (* 6 de mayo de 1864 - 15 de julio de 1921) fue un botánico estadounidense. 
Trabajó en investigación en el Jardín Botánico de Nueva York, realizando trabajos de campo en las Bahamas, Florida y en Haití. 

## Obras
- Costa Rican Orchids, 1906
- North American Flora, 1909

El "Parque Nash" en Clifton, Nueva Jersey fue bautizado en su honor. 
- La abreviatura «Nash» se emplea para indicar a George Valentine Nash como autoridad en la descripción y clasificación científica de los vegetales.[1]